# ميناز هاتزسافاس
ميناز هاتزسافاس (باليونانية: Μηνάς Χατζησάββας)‏ هو كاتب سيناريو وممثل يوناني، ولد في 1948 بأثينا في اليونان، وتوفي بنفس المكان في 30 نوفمبر 2015.

## وصلات خارجية
- ميناز هاتزسافاس على موقع IMDb (الإنجليزية)
- ميناز هاتزسافاس على موقع قاعدة بيانات الأفلام العربية
- ميناز هاتزسافاس على موقع ألو سيني (الفرنسية)
- ميناز هاتزسافاس على موقع أول موفي (الإنجليزية)
- ميناز هاتزسافاس على موقع أول موفي (الإنجليزية)
- ميناز هاتزسافاس على موقع قاعدة بيانات الأفلام السويدية (السويدية)
- ميناز هاتزسافاس على موقع قاعدة بيانات الفيلم (الإنجليزية)
- ميناز هاتزسافاس على موقع كينوبويسك (الروسية)